# Nikolaj Pojarkov
Nikolaj Vladimirovič Pojarkov (in russo Николай Владимирович Поярков?; Efremov, 16 ottobre 1999) è un calciatore russo, difensore del Rostov.

## Caratteristiche tecniche
È un terzino sinistro.

## Carriera

### Club
Ha esordito in Prem'er-Liga il 25 ottobre 2019 disputando con il Rubin l'incontro pareggiato 0-0 contro l'Ural.

### Nazionale
Ha giocato nelle nazionali giovanili russe Under-18 ed Under-20.